# Strachil Kawalenow

Wappen von Strachil Weselinow Kawalenow; Wahlspruch: „Wir verkünden die Weisheit Gottes“

Strachil Weselinow Kawalenow (auch Strahil Veselinov Kavalenov geschrieben, bulgarisch Страхил Веселинов Каваленов; * 25. März 1966 in Rasgrad) ist ein bulgarischer Geistlicher und römisch-katholischer Bischof von Nicopolis.

## Leben
Strachil Kawalenow absolvierte ein Studium der Geschichtswissenschaft an der Universität Sofia. Anschließend unterrichtete er an verschiedenen Schulen in Sofia. Später studierte Kawalenow Philosophie und Katholische Theologie an der Theologischen Fakultät Lugano, an der Päpstlichen Akademie für Theologie Krakau sowie an der Päpstlichen Lateranuniversität in Rom. Während seiner Studienzeit in Rom war er Alumne des Päpstlichen Collegiums Russicum. Er empfing am 18. April 2009 in Belene durch den Bischof von Nicopolis, Petko Christow OFMConv, das Sakrament der Priesterweihe.
Kawalenow war zunächst als Pfarrer der Pfarrei Unsere Liebe Frau vom Rosenkranz in Weliko Tarnowo tätig, bevor er 2012 Pfarrer der Pfarrei Seliger Märtyrerbischof Eugenius Bossilkoff in Gabrowo wurde. Am 1. März 2018 wurde Kawalenow Generalvikar des Bistums Nicopolis. Seit 15. September 2020 war er Apostolischer Administrator des Bistums Nicopolis.
Am 20. Januar 2021 ernannte ihn Papst Franziskus zum Bischof von Nicopolis. Der Apostolische Nuntius in Bulgarien, Erzbischof Anselmo Guido Pecorari, spendete ihm am 19. März desselben Jahres in der Kathedrale St. Paul vom Kreuz in Russe die Bischofsweihe; Mitkonsekratoren waren der Bischof von Sofia und Plowdiw, Georgi Jowtschew, und der Bischof der bulgarisch-katholischen Eparchie Hl. Johannes XXIII. in Sofia, Christo Projkow.

## Ehrungen und Auszeichnungen
- 2019: Ehrenabzeichen mit einem Band des Instituts für Gesellschaftswissenschaften der Bulgarischen Akademie der Wissenschaften[3]
- 5. Oktober 2020:  Verdienstkreuz pro piis meritis des Malteserordens[4]